# Luca Del Bel Belluz
Luca Del Bel Belluz, född 10 november 2003, är en kanadensisk professionell ishockeyforward som är kontrakterad till Columbus Blue Jackets i National Hockey League (NHL) och spelar för Cleveland Monsters i American Hockey League (AHL).
Han har tidigare spelat för Mississauga Steelheads och Sarnia Sting i Ontario Hockey League (OHL).
Del Bel Belluz draftades av Columbus Blue Jackets i andra rundan i 2022 års draft som 44:e spelare totalt.

## Statistik
| Källa: Utv = Utvisningsminuter Uppdaterad: 2024-04-17 | Källa: Utv = Utvisningsminuter Uppdaterad: 2024-04-17 | Källa: Utv = Utvisningsminuter Uppdaterad: 2024-04-17 |                                           | Grundserie                                | Grundserie                                | Grundserie                                | Grundserie                                | Grundserie                                |                                           | Slutspel                                  | Slutspel                                  | Slutspel                                  | Slutspel                                  | Slutspel                                  |                                           |
| Säsong                                                | Lag                                                   | Liga                                                  | Matcher                                   | Mål                                       | Assists                                   | Poäng                                     | Utv                                       | Matcher                                   | Mål                                       | Assists                                   | Poäng                                     | Utv                                       |                                           |                                           |                                           |
| ----------------------------------------------------- | ----------------------------------------------------- | ----------------------------------------------------- | ----------------------------------------- | ----------------------------------------- | ----------------------------------------- | ----------------------------------------- | ----------------------------------------- | ----------------------------------------- | ----------------------------------------- | ----------------------------------------- | ----------------------------------------- | ----------------------------------------- | ----------------------------------------- | ----------------------------------------- | ----------------------------------------- |
| 2018–2019                                             | Toronto Red Wings                                     | GTHL                                                  | 31                                        | 20                                        | 12                                        | 32                                        | 18                                        | —                                         | —                                         | —                                         | —                                         | —                                         |                                           |                                           |                                           |
|                                                       | Toronto Red Wings                                     |                                                       | 70                                        | 33                                        | 36                                        | 69                                        | —                                         | —                                         | —                                         | —                                         | —                                         | —                                         |                                           |                                           |                                           |
| 2019–2020                                             | Mississauga Steelheads                                | OHL                                                   | 58                                        | 1                                         | 5                                         | 6                                         | 8                                         | —                                         | —                                         | —                                         | —                                         | —                                         |                                           |                                           |                                           |
| 2020–2021                                             | Mississauga Steelheads                                | OHL                                                   | Spelade ej på grund av covid-19-pandemin. | Spelade ej på grund av covid-19-pandemin. | Spelade ej på grund av covid-19-pandemin. | Spelade ej på grund av covid-19-pandemin. | Spelade ej på grund av covid-19-pandemin. | Spelade ej på grund av covid-19-pandemin. | Spelade ej på grund av covid-19-pandemin. | Spelade ej på grund av covid-19-pandemin. | Spelade ej på grund av covid-19-pandemin. | Spelade ej på grund av covid-19-pandemin. | Spelade ej på grund av covid-19-pandemin. | Spelade ej på grund av covid-19-pandemin. | Spelade ej på grund av covid-19-pandemin. |
| 2021–2022                                             | Mississauga Steelheads                                | OHL                                                   | 68                                        | 30                                        | 46                                        | 76                                        | 28                                        | 10                                        | 1                                         | 3                                         | 4                                         | 0                                         |                                           |                                           |                                           |
| 2022–2023                                             | Mississauga Steelheads                                | OHL                                                   | 34                                        | 20                                        | 21                                        | 41                                        | 10                                        | —                                         | —                                         | —                                         | —                                         | —                                         |                                           |                                           |                                           |
|                                                       | Sarnia Sting                                          | OHL                                                   | 32                                        | 20                                        | 26                                        | 46                                        | 4                                         | 16                                        | 8                                         | 7                                         | 15                                        | 4                                         |                                           |                                           |                                           |
| 2023–2024                                             | Columbus Blue Jackets                                 | NHL                                                   | 1                                         | 1                                         | 0                                         | 1                                         | 0                                         | —                                         | —                                         | —                                         | —                                         | —                                         |                                           |                                           |                                           |
|                                                       | Cleveland Monsters                                    | AHL                                                   | 55                                        | 9                                         | 21                                        | 30                                        | 8                                         | —                                         | —                                         | —                                         | —                                         | —                                         |                                           |                                           |                                           |
| NHL totalt                                            | NHL totalt                                            | NHL totalt                                            | 1                                         | 1                                         | 0                                         | 1                                         | 0                                         | —                                         | —                                         | —                                         | —                                         | —                                         |                                           |                                           |                                           |
| OHL totalt                                            | OHL totalt                                            | OHL totalt                                            | 192                                       | 71                                        | 98                                        | 169                                       | 50                                        | 26                                        | 9                                         | 10                                        | 19                                        | 4                                         |                                           |                                           |                                           |